# Harry C. Schnur
Harry C. Schnur, latinizzato in C. Arrius Nurus (Berlino, 24 febbraio 1907 – Hong Kong, 21 febbraio 1979), è stato un poeta, traduttore e filologo classico tedesco naturalizzato statunitense, autore di componimenti poetici in lingua latina.

## Biografia
Harry C. Schnur era figlio di David Schnur (1882-1948), un imprenditore austriaco nato a Baranavičy (Galizia, allora e attualmente Bielorussia) che si era trasferito in Germania nel 1890. Il padre, che lavorava nel commercio e nella manifattura del tabacco, ottenne la cittadinanza tedesca per sé e per i suoi familiari nel 1920, al termine della prima guerra mondiale. Harry Schnur studiò legge ed economia a Berlino, Amburgo e Lipsia, si laureò in economia alla Friedrich-Wilhelm-Universität di Berlino nel 1929 e iniziò a lavorare nell'impresa di famiglia.
Nel 1935, dopo che le famigerate Leggi di Norimberga avevano privato gli ebrei della cittadinanza tedesca, Harry C. Schnur, di religione israelita, divenne oggetto della persecuzione nazista; si rifugiò pertanto con la moglie dapprima nel Regno Unito e poi nei Paesi Bassi, dove diede vita a un giornale sionista. Quando i Paesi Bassi furono invasi dalla Wehrmacht (9-10 maggio 1940), poco prima che la Gestapo vietasse la partenza delle navi dai Paesi Bassi e ordinasse l'internamento degli ebrei olandesi, Schnur riuscì a imbarcarsi per il Regno Unito (14 maggio 1940) dove si arruolò volontario nell'Home Guard, la formazione paramilitare avente l'obiettivo di impedire lo sbarco dei nazisti in Gran Bretagna.
Nel 1946 emigrò negli Stati Uniti d'America dove svolse numerosi e modesti lavori, come per esempio quello di guardiano notturno. La morte della moglie (1951) lo colpì profondamente e lo spinse a cercare conforto nella cultura umanistica. Iniziò gli studi in filologia classica alla New York University (1952) e cominciò a scrivere poesia in lingua latina. Nel 1956 conseguì il dottorato in filologia classica e subito dopo ottenne la cattedra alla New York University. Ritornò poi in Germania e dal 1963 al 1969 fu professore all'Università di Tubinga, poi dal 1973 all'Università di San Gallo, in Svizzera. Svolse nel contempo attività di traduzione dal latino e dal greco antico al tedesco, e di poeta in lingua latina. Nel 1961, nel 1963 e nel 1969 ottenne la magna laus nel Certamen poeticum Hoeufftianum di Amsterdam. Una sua satira menippea in latino (Vallum Berolinense), scritta il giorno in cui iniziò la costruzione del muro di Berlino (13 agosto 1961), giorno nel quale Schnur si trovava nella città natale, è stata ristampata nel 2011 a cura della Camera dei deputati di Berlino.
Nel 1968 si risposò con Rhoda Dorner, una sua ex allieva, e nel 1970 nacque la figlia Roxane Aviva. Morì per un infarto miocardico acuto a Hong Kong, dove si trovava durante un viaggio in nave attorno al mondo. In sua memoria la moglie e la figlia hanno costituito una fondazione (Pegasus Ltd) avente lo scopo di aiutare i giovani poeti in lingua latina.

## Scritti (selezione)
- Teuton Torturers: A Pictorial Record of 1000 Years of Persecution in Germany, London: Alliance Press, 1943
- Mystic rebels: Apollonius Tyaneus, Jan van Leyden, Sabbatai Zevi, Cagliostro, New York: The Beechhurst Press, 1951
- Petronius Arbiter, Satyricon: ein romischer Schelmenroman; ubersetzt und erlautert von Harry C. Schnur, Stuttgart: Philipp Reclam jun., 1968
- Fabeln der Antike: griechisch und lateinisch; herausgegeben und ubersetzt von Harry C. Schnur, München: Heimeran, 1978
- Decimus Iunius Iuvenalis, Satiren; ubers., einf. und anh. von Harry C. Schnur, Stuttgart: Reclam, 1978
- Lateinische Fabeln des Mittelalters; herausgegeben und ubersetzt von Harry C. Schnur, Munchen: Heimeran, 1979; uberarbeitet von Erich Keller, Darmstadt: Wissenschaftliche Buchgesellschaft, 1985
- Harry C. Schnur und Rainer Kossling (herausgegeben von), Galle und Honig: Humanistenepigramme, Leipzig: Ph. Reclam jun., 1982
- Gilberti Tournoy et Theodorici Sacré (cura et opera), Pegasus devocatus: studia in honorem C. Arri Nuri sive Harry C. Schnur: accessere selecta eiusdem opuscula inedita, Leuven: Leuven University press, 1992